# Уэдраого, Филипп Накеллентуба
Филлипп Накеллентуба Уэдраого (фр. Philippe Nakellentuba Ouédraogo; род. 31 декабря 1945, Конеан, Французская Верхняя Вольта) — буркинийский кардинал. Епископ Уахигуя с 5 июля 1996 по 13 мая 2009. Президент епископской конференции Буркино-Фасо с 2001 по 2007. Архиепископ Уагадугу с 13 мая 2009 по 16 октября 2023. Кардинал-священник с титулом церкви Санта-Мария-Консолатриче-аль-Тибуртино с 22 февраля 2014.